# Loxodonta exoptata
Loxodonta exoptata — вимерлий вид слонів з роду Loxodonta, з Африки. Дослідження 2009 року показало, що Loxodonta exoptata дала початок L. atlantica, який дав початок L. africana. Моляри L. exoptata відрізняються від пізніших локсодонтів нижньою пластинкою та спеціалізованими емалевими петлями. Викопні рештки L. exoptata були знайдені на стоянках пліоцену в східній Африці, включаючи Laetoli і Koobi Fora.